# Montclus (Altos-Alpes)
Montclus é uma comuna francesa na região administrativa da Provença-Alpes-Costa Azul, no departamento de Altos-Alpes. Estende-se por uma área de 21,25 km². Em 2010 a comuna tinha 58 habitantes (densidade: 2,7 hab./km²).